# Скворцов, Александр Александрович
Алекса́ндр Алекса́ндрович Скворцо́в (род. 6 мая 1966, Щёлково) — российский лётчик-истребитель 1 класса, инструктор-космонавт-испытатель 1 класса — начальник группы отряда космонавтов Роскосмоса. 510-й — космонавт мира, 105-й — космонавт Российской Федерации. В 2011 году удостоен званий Герой Российской Федерации и Лётчик-космонавт Российской Федерации.

## Биография
Александр Скворцов родился 6 мая 1966 года в Щёлково Московской области в семье Скворцова Александра Александровича (1942, Тамбов — 2024), проходившего общекосмическую подготовку с 1965 по 1968 годы, не имеющего опыта космических полётов . Затем семья переехала в Тамбовскую область, где в 1983 году Александр окончил среднюю школу № 2 в Моршанске. В аттестате о получении среднего образования у Александра Скворцова по всем дисциплинам стояли отметки «отлично», единственным предметом, по которому стояла оценка «хорошо», была астрономия. В 1987 году Александр Скворцов окончил Ставропольское высшее военно-авиационное училище лётчиков и штурманов имени В. А. Судца по специальности Командно-тактическая истребительная авиация ПВО.
После училища Скворцов получил назначение в 7-й истребительный авиационный корпус ПВО, располагающийся в городе Ефремов Тульской области. С 17 ноября 1987 года Скворцов, в звании лейтенанта служил лётчиком. 28 января 1988 года Скворцов был награждён юбилейной медалью «70 лет Вооружённых сил СССР». 31 октября 1989 года Александр получает звание старшего лейтенанта, и с 14 ноября 1989 года становится старшим лётчиком. С 4 августа 1993 года Скворцов, в звании капитана (присвоенного осенью 1991 года) служит командиром авиационного звена 191-го истребительного авиационного полка. За время службы Скворцов освоил самолёты Л-39, МиГ-23УБ, МиГ-23М, МиГ-23П. 30 марта 1996 года Скворцов был награждён медалью «За безупречную службу» III степени.
В 1997 году Александр Скворцов окончил авиационный факультет Военной академии противовоздушной обороны имени Маршала Советского Союза Г. К. Жукова в Твери по специальности Штурманская, оперативно-тактическая истребительной авиации ПВО.

### Космическая подготовка
После окончания Академии Скворцов, приказом Министерства обороны Российской Федерации от 20 июня 1997 года был зачислен в отряд космонавтов Центра подготовки космонавтов им. Ю. А. Гагарина (12-й набор в отряд ЦПК ВВС) кандидатом в космонавты-испытатели и 28 июля решением Государственной межведомственной комиссии (ГМВК) был рекомендован к зачислению в отряд. С 16 января 1998 года по 26 ноября 1999 года Александр Скворцов проходил общекосмическую подготовку (ОКП), и 1 декабря ему была присвоена квалификация космонавта-испытателя.
С 5 января 2000 года Скворцов проходил подготовку по программе полетов на Международную космическую станцию (МКС) в составе группы космонавтов. В июле 2004 года принимал участие в тренировках по выживанию в экстремальных ситуациях на космодроме Байконур. В период с 25 по 27 января 2007 года Скворцов принимал участие в тренировках на выживание в подмосковном лесу в качестве командира условного экипажа вместе с малайзийскими космонавтами Шейхом Шукором и Фаизом Халидом.
В августе 2007 года Скворцов был назначен в дублирующий экипаж 21-й экспедиции на МКС (МКС-21), основной экипаж который должен был стартовать на корабле «Союз ТМА-16» в октябре 2009 года.
В июле 2008 года был переназначен в основной экипаж МКС-24 (старт которой планировался в мае 2010 года на «Союз ТМА-19»). 21 сентября 2008 года это назначение было подтверждено в опубликованном пресс-службой Роскосмоса плане полётов на МКС. 21 ноября 2008 года его назначение было официально подтверждено НАСА (пресс-релиз № 08-306) при объявлении составов экипажей МКС-20—МКС-26.
В апреле 2009 года появились сообщение о назначении Скворцова в основной экипаж 23-й экспедиции (старт на «Союз ТМА-18» в апреле 2010 года).
Приказами Министра обороны и начальника ФГБУ ЦПК Александр Скворцов с 1 августа 2009 года был переведён из ликвидированного отряда РГНИИ ЦПК в отряд ФГБУ ЦПК (ФГБУ "Специальный лётный отряд «Россия»).
10 сентября 2009 года Межведомственной комиссией Скорцов был утверждён в качестве командира дублирующего экипажа корабля «Союз ТМА-16» и 21/22-й основных экипажей МКС. Во время старта ТК «Союз ТМА-16» 30 сентября 2009 года был дублером командира корабля.
2 апреля 2010 года отправился к МКС на корабле Союз ТМА-18 и пробыл на станции в составе долговременных экипажей МКС-23 и МКС-24 до 25 сентября того же года, когда с другими членами экипажа вернулся на Землю.
26 марта 2014 года на космическом корабле Союз ТМА-12М в качестве командира корабля стартовал с космодрома Байконур в 1:17 мск.
Стыковка космического корабля с МКС была перенесена на 28 марта 2014 года, вместо запланированной 26 марта.
28 марта в 03 часа 53 минут 33 секунды по московскому времени транспортный пилотируемый корабль «Союз ТМА-12М» штатно пристыковался к стыковочному узлу малого исследовательского модуля «Поиск» российского сегмента Международной космической станции.
Входил в состав экспедиций МКС-39 (Бортинженер-3) и МКС-40 (Бортинженер-1). 11 сентября 2014 года в 06:23 вернулся в составе экспедиции МКС-40.
В декабре 2015 года назначен начальником группы кандидатов в космонавты.
28 октября 2016 года Межведомственная комиссия Госкорпорации «РОСКОСМОС» утвердила составы основных и дублирующих экипажей длительных экспедиций (МКС-51/52, 52/53, 53/54, 54/55) к Международной космической станции в 2017 году. Скворцов Александр Александрович назначен бортинженером экспедиции МКС-54, командиром экспедиции МКС-55, и командиром ТПК «Союз МС-07».
24 марта 2017 года на форуме журнала «Новости Космонавтики» появилось сообщение о том, что на заседании Государственной медицинской комиссии 14 марта 2017 года Александр Скворцов был признан временно не годным к тренировкам в составе экипажа по состоянию здоровья из-за травмы, полученной во время спортивного занятия. В связи с этим 15 марта в основном экипаже корабля «Союз МС-07» его сменил космонавт Антон Шкаплеров.
20 июля 2019 года в 19:28:21 мск Александр Скворцов стартовал вместе с астронавтами итальянцем Лукой Пармитано и американцем Эндрю Морганом с «Гагаринского старта» космодрома Байконур в качестве бортинженера экипажа космического корабля «Союз МС-13» и бортинженера экипажа Международной космической станции по программе МКС-60/61 и МКС-62 основных космических экспедиций, позывной экипажа — «Утёсы». Сближение корабля «Союз МС-13» с космической станцией и причаливание к стыковочному узлу служебного модуля «Звезда» проходило в автоматическом режиме по четырёхвитковой схеме. Стыковка корабля с МКС состоялась 21 июля 2019 года в 01:48 мск.
26 августа экипаж перестыковал ТПК «Союз МС-13». Корабль отчалил от стыковочного узла «Звезда» и причалил к стыковочному узлу «Поиск». Все операция проводились вручную космонавтом А. Скворцовым. После перестыковки космонавты вернулись на борт МКС.
6 февраля 2020 года ТПК «Союз МС-13» вернулся на землю вместе с Александром Скворцовым, итальянцем Лука Пармитано и американкой Кристиной Кук. В 05:50 UTC корабль отстыковался от МКС, в 08:18 UTC двигательная установка корабля включилась на торможение. Посадка произошла в 09:13 UTC в районе казахстанского города Жезказгана.
29 апреля 2022 года в ряде СМИ появились сообщения, что космонавт Скворцов покинет отряд Роскосмоса.
Статистика
| # | Стартовый корабль | Старт, UTC        | Экспедиция              | Корабль посадки | Посадка, UTC      | Налёт                        | Выходы в открытый космос | Время в открытом космосе |
| - | ----------------- | ----------------- | ----------------------- | --------------- | ----------------- | ---------------------------- | ------------------------ | ------------------------ |
| 1 | Союз ТМА-18       | 02.04.2010, 04:04 | Союз ТМА-18, МКС-23/24  | Союз ТМА-18     | 25.09.2010, 05:23 | 176 суток 01 час 18 минут    | 0                        | 0                        |
| 2 | Союз ТМА-12М      | 25.03.2014, 21:17 | Союз ТМА-12М, МКС-39/40 | Союз ТМА-12М    | 11.09.2014, 02:23 | 169 суток 05 часов 05 минут  | 2                        | 12 часов 34 минуты       |
| 3 | Союз МС-13        | 20.07.2019, 16:28 | Союз МС-13, МКС-60/61   | Союз МС-13      | 06.02.2020, 09:13 | 200 суток 16 часов 44 минуты | 0                        | 0                        |
|   |                   |                   |                         |                 |                   | 545 суток 23 часа 08 минут   | 2                        | 12 часов 34 минуты       |

## Воинские звания
- лейтенант (25.10.1987);
- старший лейтенант (31.10.1989);
- капитан (31.10.1991);
- майор (6.11.1994);
- подполковник (22.12.1999);
- полковник (6.08.2009).

## Награды
- звания «Герой Российской Федерации» и «Лётчик-космонавт Российской Федерации» (12 апреля 2011 года) — за мужество и героизм, проявленные при осуществлении длительного космического полёта на Международной космической станции[16];
- орден «За заслуги перед Отечеством» III степени (1 октября 2021 года) — за большой вклад в развитие пилотируемой космонавтики и мужество, проявленное при осуществлении длительного космического полёта на Международной космической станции[17];
- орден «За заслуги перед Отечеством» IV степени (15 февраля 2016 года) — за мужество и высокий профессионализм, проявленные при осуществлении длительного космического полёта[18];
- юбилейная медаль «70 лет Вооружённых Сил СССР» (1988 год);
- медаль «За воинскую доблесть» II степени[19][20];
- медаль «За укрепление боевого содружества»;
- медали Минобороны России «За отличие в воинской службе» I и II степени;
- медаль «За безупречную службу» III степени;
- медаль «Генерал армии Маргелов»;
- медаль «За службу в Военно-воздушных силах»;
- медаль Алексея Леонова (Кемеровская область, 2015) — за два совершённых выхода в открытый космос[21];
- медаль «За выдающуюся общественную службу» (НАСА, 2011, 2014 г.);
- медаль «За космический полёт» (НАСА, 2011, 2014 г.)[20];
- знак Королёва (Федеральное космическое агентство, Пр. № 357к от 8 октября 2014 г.)[22];
- знак преподобного Сергия Радонежского (Московская область, 15 января 2021 года) — за особо плодотворную государственную, благотворительную и общественную деятельность на благо Московской области[23].